# Molí del Mas (Santa Maria de Merlès)
El molí del Mas és un molí fariner de Santa Maria de Merlès (Berguedà) inclòs a l'Inventari del Patrimoni Arquitectònic de Catalunya.

## Descripció
Molí fariner construït al segle xviii i ampliat i modificat al segle xix i durant el segle XX per a adaptar-lo a habitatge. Conserva l'estructura clàssica amb coberta a dues vessants i el carener perpendicular a la façana de llevant. La primera planta és feta amb maçoneria. Sobre aquest pis s'hi ha alçat una nova planta amb murs d'obra sense arrebossar. Conserva alguns elements del molí (cacau, moles, etc.), ja que es va mantenir actiu fins als anys setanta del segle xx.

## Història
Situat dins la parròquia de Santa Maria de Merlès, el molí fou construït a finals del segle xviii.